# لیگ قهرمانان اروپا
لیگ قهرمانان اروپا (به انگلیسی: UEFA Champions League) که معمولاً با نام یوسی‌ال (UCL)، یا در گذشته با نام جام باشگاه‌های اروپا شناخته می‌شد، بالاترین سطح رقابت فوتبال باشگاهی در فوتبال اروپا و جهان و مجموعه‌ای از مسابقات فوتبال باشگاهی فصلی است که توسط یوفا ایجاد شده و از سال ۱۹۵۵ برای موفق‌ترین باشگاه‌های فوتبال اروپا برگزار می‌شود.
رئال مادرید با ۱۵ چمپیونزلیگ رکورددار این رقابت است و آث میلان با ۷تا و بایرن مونیخ و لیورپول با ۶تا در تعقیب رئال مادرید هستند .به رئال مادرید به خاطر رکوردار بودن در بیشتر  جام های اروپایی لقب پادشاه اروپا نیز می دهند.
تا سال ۱۹۹۲ این لیگ با نام جام باشگاه‌های اروپا نامیده می‌شد؛ پس از این دوران، نام و فرمت آن به لیگ قهرمانان اروپا تغییر کرد. لیگ قهرمانان اروپا با اعتباری که دارد، از رقابت‌های لیگ اروپا (جام یوفا پیشین) و لیگ کنفرانس اروپا و جام برندگان جام اروپا (که دیگر برگزار نمی‌شود)، معتبرتر است.
این مسابقات از دو دور (دور گروهی و دور حذفی) تشکیل شده‌ مرحله گروهی شامل یک جدول ۳۶ تیمی خواهد بود. هر تیمی در مرحله گروهی ۸ بازی خواهد داشت؛ ۸ بازی مقابل ۲ تیم از هر ۴ سید. بازی‌ها به صورت تک بازی و با ۸ تیم مختلف خواهند بود ۴ بازی در خانه و ۴ بازی بیرون از خانه برگزار می‌شود در پایان دور گروهی، ۸ تیم اول جدول ۳۶ تیمی به صورت اتوماتیک به دور حذفی راه پیدا خواهند کرد و تیم‌های ۹ تا ۲۴، دیدارهای پلی‌آف را برگزار می‌کنند تا تکلیف ۸ تیم دیگر دور حذفی مشخص شود تیم‌هایی که پلی آف را شکست بخورند و تیم‌های ۲۵ تا ۳۶ به‌طور کلی از دور رقابت‌ها کنار خواهند رفت و سپس دور حذفی با ۱۶تیم و بازی‌ها به صورت رفت و برگشت برگزار خواهد شد.
قهرمان لیگ قهرمانان اروپا به جام باشگاه‌های جهان و جام بین قاره‌ای فیفا راه می‌یابد. همچنین در مسابقه‌ای تک‌حذفی در سوپرجام اروپا، به مصاف قهرمان لیگ اروپا (جام یوفا پیشین) خواهد رفت.
رئال مادرید با ۱۵ قهرمانی پرافتخارترین و آخرین قهرمان لیگ قهرمانان اروپا و کریستیانو رونالدو با ۱۴۰ گل بهترین گلزن تاریخ این مسابقات است.

## پیشینه
نخستین جام باشگاه‌های اروپا از سال ۱۹۵۵ با شانزده تیم آغاز گردید و نخستین مسابقه جام اروپا در ۴ سپتامبر سال ۱۹۵۵ با بازی دو تیم اسپورتینگ (پرتغال) و پارتیزان (یوگسلاوی سابق) آغاز گردید که با نتیجه مساوی ۳–۳ به پایان رسید. همچنین نخستین قهرمان این رقابت‌ها رئال مادرید است.

## سرود
«جادو… این بیش از هر چیز جادو است. وقتی سرود را می‌شنوید، بلافاصله شما را مجذوب خود می‌کند.»

—زین‌الدین زیدان

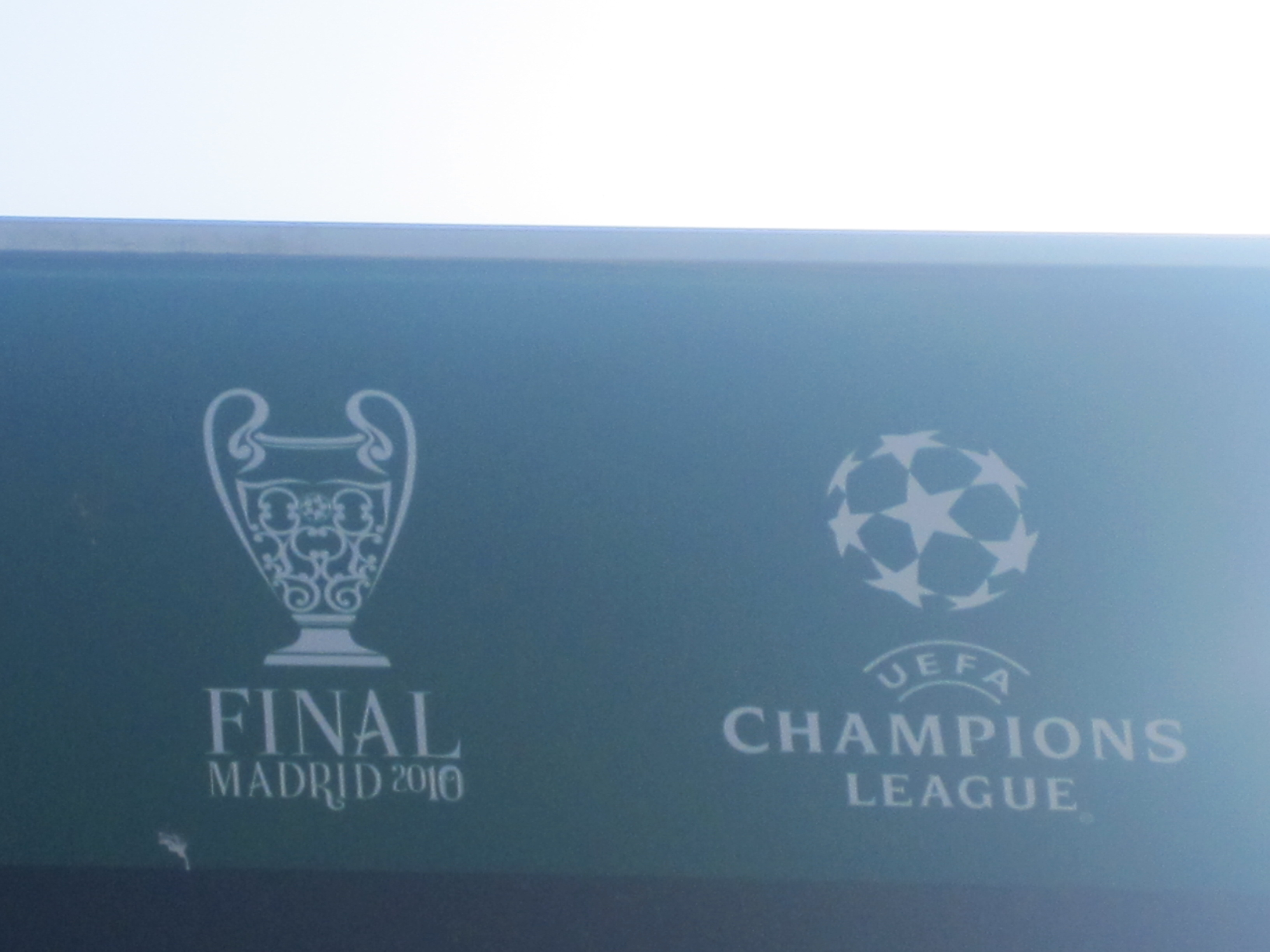
عکسی از فینال فصل ۱۰–۲۰۰۹

سرود رسمی لیگ قهرمانان که در همهٔ بازی‌های لیگ قهرمانان نواخته می‌شود و به بخش جدانشدنی از این مسابقات مبدل گردیده، از آثار جرج فردریک هندل (موسیقی‌دان قرن هجدهم) که برای تاجگذاری شاه جرج دوم به نام زادوک کشیش ساخته است، اقتباس شده و در سال ۱۹۹۲ با تغییراتی در اثر، توسط تونی بریتن آهنگساز انگلیسی ساخته شده است. در این سرود از سه زبان آلمانی، فرانسوی و انگلیسی استفاده شده است.

### متن سرود لیگ قهرمانان
دو سرود برای لیگ قهرمانان ساخته شده: یک سرود با ریتم آرام و طولانی که کاربرد کمتری نسبت به سرود دوم دارد و بخش عمده آن با ویولن نواخته شده. اما سرودی که در تمام بازی‌های لیگ قهرمانان و قبل از شروع بازی -پس از تشکیل صف داوران و یازده بازیکن دو تیم در میانه زمین- نواخته می‌شود، ریتم تند و متن کوتاهی نسبت به سرود قبلی دارد و زمان آن حدود چهل ثانیه است که متن آن به این صورت است:
Ils sont les meilleurs (فرانسوی)
Sie sind die Besten (آلمانی)
(آن‌ها بهترین هستند)
These are the champions (انگلیسی)
(این‌ها قهرمانان هستند)
Die meister (آلمانی)
(برترین‌ها)
Die Besten (آلمانی)
(بهترین‌ها)
Les grandes equipes (فرانسوی)
(تیم‌های عالی)
!The champions (انگلیسی)
(قهرمانان)
نکته: در بعضی مواقع پس از تمام شدن سرود مجدداً از سطر چهارم شروع به خواندن می‌کنند. به کشورهای میزبان فینال اجازه داده شده که در بازی فینال در کنار این سرود به زبان خودشان آواز بخوانند، برای مثال آندریا بوچلی در فینال سالهای ۲۰۰۹، ۲۰۱۶ و ۲۰۱۷ که در ایتالیا برگزار شد به زبان ایتالیایی، خوان دیه‌گو فلورز در فینال سال ۲۰۱۰، آل انجلز در فینال سال ۲۰۱۱ و جوناس کافمن-دیوید گرت در فینال سال ۲۰۱۲ که در اسپانیا برگزار شد به زبان اسپانیایی آواز خواندند. البته کشورهای میزبان فینال اختیارات دیگری نیز دارند برای مثال ماریزا در فینال سال ۲۰۱۴ نسخه اصلی سرود را اجرا کرد و در فینال سال ۲۰۱۵ نینا ماریا فیشر و مانوئل گومز رویز اجرای اپرا به نمایش گذاشتند. در فینال سال ۲۰۱۳ نیز سرود دو بار پخش شد.

## جوایز

### جام و مدال
هر سال به تیم برنده جام قهرمانان باشگاه‌های اروپا اهدا می‌شود که نسخه کنونی آن از سال ۱۹۶۷ اهدا می‌شود. از فصل ۶۹–۱۹۶۸ و پیش از فصل ۰۹–۲۰۰۸، هر تیمی که سه سال قهرمان لیگ قهرمانان اروپا شده باشد. به‌طور پیاپی یا پنج بار در مجموع جایزه رسمی را به‌طور دائم دریافت کرد. هر بار که یک باشگاه به این هدف می‌رسید، باید یک جام رسمی جدید برای فصل بعد ساخته می‌شد. پنج باشگاه دارای نسخه‌ای از جام رسمی هستند: رئال مادرید، آژاکس، بایرن مونیخ، میلان و لیورپول. از سال ۲۰۰۸، جام رسمی نزد یوفا باقی مانده است و به باشگاه‌ها یک ماکت تعلق می‌گیرد.
جایزه فعلی ۷۴ سانتیمتر (۲۹ اینچ) بلندی و از نقره ساخته شده است و وزن آن ۱۱ کیلوگرم (۲۴ پوند) است. پس از اینکه نسخه اصلی آن در سال ۱۹۶۶ به رسمیت شناختن شش عنوان قهرمانی تا به امروز به رئال مادرید داده شد، توسط یورگ استادلمان، جواهرساز اهل برن سوئیس، طراحی شد و قیمت آن ۱۰٬۰۰۰ فرانک سوئیس بود.
از فصل ۱۳–۲۰۱۲، ۴۰ مدال طلا به برندگان لیگ قهرمانان اروپا و ۴۰ مدال نقره به نایب‌قهرمانان اهدا می‌شود.

### پول
با آغاز فصل ۲۵–۲۰۲۴، توزیع پول جایزه به شرح زیر است.
- دور پلی آف: €۴٬۲۹۰٬۰۰۰
- هزینه پایه برای مرحله لیگ: €۱۸٬۶۲۰٬۰۰۰
- برد لیگ: €۲٬۱۰۰٬۰۰۰
- تساوی لیگ: €۷۰۰٬۰۰۰
- ۸ تیم برتر لیگ: €۲٬۰۰۰٬۰۰۰
- از ۹ تا ۱۶ لیگ: €۱٬۰۰۰٬۰۰۰
- دور حذفی پلی آف: €۱٬۰۰۰٬۰۰۰
- یک‌هشتم نهایی: €۱۱٬۰۰۰٬۰۰۰
- یک‌چهارم نهایی: €۱۲٬۵۰۰٬۰۰۰
- نیمه‌نهایی: €۱۵٬۰۰۰٬۰۰۰
- نایب‌قهرمان: €۱۸٬۵۰۰٬۰۰۰
- قهرمان: $۲۵٬۰۰۰٬۰۰۰

بخش بزرگی از درآمد توزیع شده از لیگ قهرمانان یوفا به «استخر بازار» مرتبط است که توزیع آن بر پایه ارزش بازار تلویزیون در هر کشور تعیین می‌شود. برای فصل ۲۰–۲۰۱۹، پاری سن ژرمن که نایب‌قهرمان شد، در مجموع نزدیک به ۱۲۶٫۸ میلیون یورو درآمد داشت که ۱۰۱٫۳ میلیون یورو آن جایزه بود، در مقایسه با ۱۲۵٫۴۶ میلیون یورویی که بایرن مونیخ برنده مسابقات شد و ۱۱۲٫۹۶ میلیون یورو جایزه دریافت کرد.

## پوشش رسانه‌ای
این رقابت نه تنها در اروپا، بلکه در سراسر جهان مخاطبان تلویزیونی زیادی را به خود جذب می‌کند. فینال مسابقات، در سال‌های اخیر، پربیننده‌ترین رویداد ورزشی سالانه در جهان بوده است. فینال لیگ قهرمانان اروپا ۲۰۱۳ بالاترین رتبه‌بندی تلویزیونی مسابقات را تا به امروز داشت و تقریباً ۳۶۰ میلیون بیننده تلویزیونی را به خود جلب کرد.

## پیشینه و آمار تیمی

### عملکرد بر پایهٔ باشگاه
| باشگاه             | قهرمانی | نایب‌قهرمانی | فصل‌های قهرمانی                                                                           | فصل‌های نایب‌قهرمانی                       |
| ------------------ | ------- | ----------- | ---------------------------------------------------------------------------------------- | ---------------------------------------- |
| رئال مادرید        | ۱۵      | ۳           | ۱۹۵۶، ۱۹۵۷، ۱۹۵۸، ۱۹۵۹، ۱۹۶۰، ۱۹۶۶، ۱۹۹۸، ۲۰۰۰، ۲۰۰۲، ۲۰۱۴، ۲۰۱۶، ۲۰۱۷، ۲۰۱۸، ۲۰۲۲، ۲۰۲۴ | ۱۹۶۲، ۱۹۶۴، ۱۹۸۱                         |
| میلان              | ۷       | ۴           | ۱۹۶۳، ۱۹۶۹، ۱۹۸۹، ۱۹۹۰، ۱۹۹۴، ۲۰۰۳، ۲۰۰۷                                                 | ۱۹۵۸، ۱۹۹۳، ۱۹۹۵، ۲۰۰۵                   |
| بایرن مونیخ        | ۶       | ۵           | ۱۹۷۴، ۱۹۷۵، ۱۹۷۶، ۲۰۰۱، ۲۰۱۳، ۲۰۲۰                                                       | ۱۹۸۲، ۱۹۸۷، ۱۹۹۹، ۲۰۱۰، ۲۰۱۲             |
| لیورپول            | ۶       | ۴           | ۱۹۷۷، ۱۹۷۸، ۱۹۸۱، ۱۹۸۴، ۲۰۰۵، ۲۰۱۹                                                       | ۱۹۸۵، ۲۰۰۷، ۲۰۱۸، ۲۰۲۲                   |
| بارسلونا           | ۵       | ۳           | ۱۹۹۲، ۲۰۰۶، ۲۰۰۹، ۲۰۱۱، ۲۰۱۵                                                             | ۱۹۶۱، ۱۹۸۶، ۱۹۹۴                         |
| آژاکس              | ۴       | ۲           | ۱۹۷۱، ۱۹۷۲، ۱۹۷۳، ۱۹۹۵                                                                   | ۱۹۶۹، ۱۹۹۶                               |
| اینتر              | ۳       | ۳           | ۱۹۶۴، ۱۹۶۵، ۲۰۱۰                                                                         | ۱۹۶۷، ۱۹۷۲، ۲۰۲۳، ۲۰۲۵،                  |
| منچستر یونایتد     | ۳       | ۲           | ۱۹۶۸، ۱۹۹۹، ۲۰۰۸                                                                         | ۲۰۰۹، ۲۰۱۱                               |
| یوونتوس            | ۲       | ۷           | ۱۹۸۵، ۱۹۹۶                                                                               | ۱۹۷۳، ۱۹۸۳، ۱۹۹۷، ۱۹۹۸، ۲۰۰۳، ۲۰۱۵، ۲۰۱۷ |
| بنفیکا             | ۲       | ۵           | ۱۹۶۱، ۱۹۶۲                                                                               | ۱۹۶۳، ۱۹۶۵، ۱۹۶۸، ۱۹۸۸، ۱۹۹۰             |
| چلسی               | ۲       | ۱           | ۲۰۱۲، ۲۰۲۱                                                                               | ۲۰۰۸                                     |
| ناتینگهام فارست    | ۲       | ۰           | ۱۹۷۹، ۱۹۸۰                                                                               | —                                        |
| پورتو              | ۲       | ۰           | ۱۹۸۷، ۲۰۰۴                                                                               | —                                        |
| دورتموند           | ۱       | ۲           | ۱۹۹۷                                                                                     | ۲۰۱۳، ۲۰۲۴                               |
| منچستر سیتی        | ۱       | ۱           | ۲۰۲۳                                                                                     | ۲۰۲۱                                     |
| سلتیک              | ۱       | ۱           | ۱۹۶۷                                                                                     | ۱۹۷۰                                     |
| هامبورگ            | ۱       | ۱           | ۱۹۸۳                                                                                     | ۱۹۸۰                                     |
| استوا بخارست       | ۱       | ۱           | ۱۹۸۶                                                                                     | ۱۹۸۹                                     |
| مارسی              | ۱       | ۱           | ۱۹۹۳                                                                                     | ۱۹۹۱                                     |
| پاری سن ژرمن       | ۱       | ۱           | ۲۰۲۵                                                                                     | ۲۰۲۰                                     |
| فاینورد            | ۱       | ۰           | ۱۹۷۰                                                                                     | —                                        |
| استون ویلا         | ۱       | ۰           | ۱۹۸۲                                                                                     | —                                        |
| پی‌اس‌وی آیندهوون    | ۱       | ۰           | ۱۹۸۸                                                                                     | —                                        |
| ستاره سرخ بلگراد   | ۱       | ۰           | ۱۹۹۱                                                                                     | —                                        |
| اتلتیکو مادرید     | ۰       | ۳           | —                                                                                        | ۱۹۷۴، ۲۰۱۴، ۲۰۱۶                         |
| استاد رنس          | ۰       | ۲           | —                                                                                        | ۱۹۵۶، ۱۹۵۹                               |
| والنسیا            | ۰       | ۲           | —                                                                                        | ۲۰۰۰، ۲۰۰۱                               |
| فیورنتینا          | ۰       | ۱           | —                                                                                        | ۱۹۵۷                                     |
| آینتراخت فرانکفورت | ۰       | ۱           | —                                                                                        | ۱۹۶۰                                     |
| پارتیزان           | ۰       | ۱           | —                                                                                        | ۱۹۶۶                                     |
| پاناتینایکوس       | ۰       | ۱           | —                                                                                        | ۱۹۷۱                                     |
| لیدز یونایتد       | ۰       | ۱           | —                                                                                        | ۱۹۷۵                                     |
| سن-اتین            | ۰       | ۱           | —                                                                                        | ۱۹۷۶                                     |
| مونشن‌گلادباخ       | ۰       | ۱           | —                                                                                        | ۱۹۷۷                                     |
| کلوب بروژ          | ۰       | ۱           | —                                                                                        | ۱۹۷۸                                     |
| مالمو              | ۰       | ۱           | —                                                                                        | ۱۹۷۹                                     |
| آ. اس رم           | ۰       | ۱           | —                                                                                        | ۱۹۸۴                                     |
| سمپدوریا           | ۰       | ۱           | —                                                                                        | ۱۹۹۲                                     |
| بایر لورکوزن       | ۰       | ۱           | —                                                                                        | ۲۰۰۲                                     |
| موناکو             | ۰       | ۱           | —                                                                                        | ۲۰۰۴                                     |
| آرسنال             | ۰       | ۱           | —                                                                                        | ۲۰۰۶                                     |
| تاتنهام هاتسپر     | ۰       | ۱           | —                                                                                        | ۲۰۱۹                                     |

### عملکرد بر پایهٔ کشور
| کشور     | قهرمان | نایب قهرمان | مجموع |
| -------- | ------ | ----------- | ----- |
| اسپانیا  | ۲۰     | ۱۱          | ۳۱    |
| انگلستان | ۱۵     | ۱۱          | ۲۶    |
| ایتالیا  | ۱۲     | ۱۸          | ۳۰    |
| آلمان    | ۸      | ۱۱          | ۱۹    |
| هلند     | ۶      | ۲           | ۸     |
| پرتغال   | ۴      | ۵           | ۹     |
| فرانسه   | ۲      | ۶           | ۸     |
| اسکاتلند | ۱      | ۱           | ۲     |
| رومانی   | ۱      | ۱           | ۲     |
| یوگسلاوی | ۱      | ۱           | ۲     |
| یونان    | ۰      | ۱           | ۱     |
| بلژیک    | ۰      | ۱           | ۱     |
| سوئد     | ۰      | ۱           | ۱     |

## کشورهای شرکت‌کننده

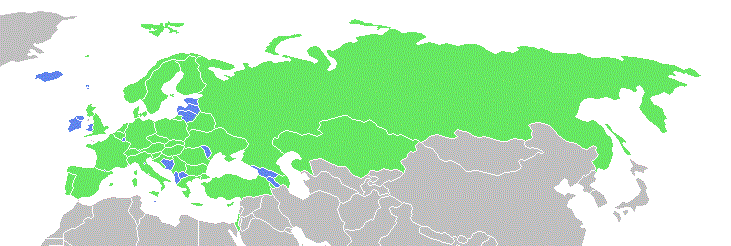
نقشه کشورهای شرکت‌کننده در مرحله گروهی لیگ قهرمانان اروپا
کشورهای عضو یوفا حاضر در مرحله گروهی
کشورهای عضو یوفا که در مرحله گروهی حاضر نیستند
کشورهای غیر عضو

مسابقات از چندین مرحله تشکیل شده است. در شکل کنونی اواسط تیرماه با سه دور حذفی برای راه‌یابی به دور پایانی آغاز می‌شود. ۱۶ تیم باقی‌مانده به ۱۶ تیم سید شده در مرحله گروهی می‌پیوندند. برندگان هشت گروه و هشت تیم دوم به دورهای حذفی پایانی وارد می‌شوند تا با اتمام آن، مسابقه پایانی در ماه مه (اواخر اردیبهشت یا اوایل خرداد) برگزار شود.
تیم‌های سوم هر گروه نیز به لیگ اروپا، که یک رده از جام باشگاه‌های اروپا پایین‌تر است صعود می‌کنند و تیم‌های چهارم از مسابقات کنار می‌روند.
میزبانان فینال نیز از طرف یوفا انتخاب می‌شوند.

## گلزنان برتر

### برترین گلزنان تمام دوران
| ‡ | نشان‌دهنده بازیکن در دوره جام باشگاه‌های اروپا |

جدول ذیل شامل گلزنی در دور مقدماتی برای صعود به مرحله گروهی نیست.
پررنگ نشان دهنده بازیکنان حاضر در لیگ قهرمانان اروپا ۲۲–۲۰۲۱.
| رتبه | بازیکن               | تعداد گل | تعداد بازی | نرخ گلزنی | سال‌ها     | باشگاه(ها)                                                                |
| ---- | -------------------- | -------- | ---------- | --------- | --------- | ------------------------------------------------------------------------- |
| ۱    | کریستیانو رونالدو    | ۱۴۰      | ۱۸۳        | ۰.۷۷      | ۲۰۰۳–۲۰۲۳ | منچستر یونایتد رئال مادرید یوونتوس                                        |
| ۲    | لیونل مسی            | ۱۲۹      | ۱۶۳        | ۰.۷۹      | ۲۰۰۵–۲۰۲۳ | بارسلونا پاری سن ژرمن                                                     |
| ۳    | روبرت لواندوفسکی     | ۱۰۵      | ۱۳۱        | ۰.۸۱      | ۲۰۱۱–     | بروسیا دورتموند بایرن مونیخ بارسلونا                                      |
| ۴    | کریم بنزما           | ۹۰       | ۱۵۲        | ۰.۵۹      | ۲۰۰۶–۲۰۲۳ | المپیک لیون رئال مادرید                                                   |
| ۵    | رائول گونزالس        | ۷۱       | ۱۴۲        | ۰.۵       | ۱۹۹۵–۲۰۱۱ | رئال مادرید شالکه ۰۴                                                      |
| ۶    | رود فان نیستلروی     | ۵۶       | ۷۳         | ۰.۷۷      | ۱۹۹۸–۲۰۰۹ | پی‌اس‌وی آیندهوون منچستر یونایتد رئال مادرید                                |
| ۷    | توماس مولر           | ۵۵       | ۱۵۶        | ۰.۳۵      | ۲۰۰۸–     | بایرن مونیخ                                                               |
| ۸    | تیری آنری            | ۵۰       | ۱۱۲        | ۰.۴۵      | ۱۹۹۷–۲۰۱۲ | موناکو آرسنال بارسلونا                                                    |
| ۸    | کیلیان امباپه        | ۵۰       | ۷۹         | ۰.۶۳      | ۲۰۱۶–     | پاری سن-ژرمن رئال مادرید                                                  |
| ۹    | آلفردو دی استفانو ‡  | ۴۹       | ۵۸         | ۰.۸۴      | ۱۹۵۵–۱۹۶۴ | رئال مادرید                                                               |
| ۱۱   | آندری شوچنکو         | ۴۸       | ۱۰۰        | ۰.۴۸      | ۱۹۹۴–۲۰۱۲ | دینامو کیف آ.ث. میلان چلسی                                                |
| ۱۱   | زلاتان ابراهیموویچ   | ۴۸       | ۱۲۴        | ۰.۳۹      | ۲۰۰۱–۲۰۲۱ | آژاکس یوونتوس اینتر میلان بارسلونا آ.ث. میلان پاری سن-ژرمن منچستر یونایتد |
| ۱۳   | دیدیه دروگبا         | ۴۴       | ۹۲         | 0.48      | ۲۰۰۳–۲۰۱۵ | المپیک مارسی چلسی گالاتاسرای                                              |
| ۱۴   | آلساندرو دل‌پیرو      | ۴۲       | ۸۹         | 0.47      | ۱۹۹۵–۲۰۰۹ | یوونتوس                                                                   |
| ۱۴   | توماس مولر           | ۴۲       | ۱۴۶        | 0.4       | ۲۰۰۸–     | بایرن مونیخ                                                               |
| ۱۶   | ارلینگ هالند         | ۴۴       | ۴۲         | 1.04      | ۲۰۲۴–     | زالتسبورگ دورتموند منچستر سیتی                                            |
| ۱۷   | فرانس پوشکاش ‡       | ۳۵       | ۴۱         | 0.85      | ۱۹۵۶–۱۹۶۶ | بوداپست هونود رئال مادرید                                                 |
| ۱۷   | سرخیو آگوئرو         | ۳۵       | ۶۶         | 0.53      | ۲۰۰۸–۲۰۲۲ | اتلتیکو مادرید منچستر سیتی                                                |
| ۱۹   | گرد مولر ‡           | ۳۴       | ۳۵         | 0.97      | ۱۹۶۹–۱۹۷۷ | بایرن مونیخ                                                               |
| ۱۹   | ادینسون کاوانی       | ۳۴       | ۵۸         | 0.59      | ۲۰۱۱–     | ناپولی پاری سن ژرمن                                                       |
| ۲۱   | فرناندو مورینتس      | ۳۳       | ۹۳         | 0.35      | ۱۹۹۷–۲۰۰۹ | رئال مادرید موناکو لیورپول والنسیا                                        |
| ۲۲   | نیمار                | ۳۲       | ۵۳         | 0.6       | ۲۰۱۳–     | بارسلونا پاری سن ژرمن                                                     |
| ۲۲   | مسعود اوزیل ‡        | ۳۲       | ۸۸         | 0.36      | ۱۹۵۵–۱۹۶۹ | رئال مادرید                                                               |
| ۲۴   | آرین روبن            | ۳۱       | ۱۱۰        | 0.28      | ۲۰۰۲–۲۰۲۱ | پی‌اس‌وی آیندهوون چلسی رئال مادرید بایرن مونیخ                              |
| ۲۵   | ساموئل اتوئو         | ۳۰       | ۷۸         | 0.38      | ۱۹۹۹–۲۰۱۴ | رئال مایورکا بارسلونا اینتر میلان چلسی                                    |
| ۲۵   | وین رونی             | ۳۰       | ۸۵         | 0.35      | ۲۰۰۴–۲۰۱۵ | منچستر یونایتد                                                            |
| ۲۵   | کاکا (بازیکن فوتبال) | ۳۰       | ۸۶         | 0.35      | ۲۰۰۳–۲۰۱۴ | آ.ث. میلان رئال مادرید                                                    |
| ۲۸   | دیوید ترزگه          | ۲۹       | ۵۸         | 0.5       | ۱۹۹۷–۲۰۰۹ | موناکو یوونتوس                                                            |
| ۲۸   | روی ماکای            | ۲۹       | ۶۱         | 0.48      | ۲۰۰۰–۲۰۰۷ | دپورتیوو لاکرونیا بایرن مونیخ                                             |
| ۲۸   | پاتریک کلایورت       | ۲۹       | ۷۱         | 0.41      | ۱۹۹۴–۲۰۰۶ | آژاکس بارسلونا                                                            |
| ۳۱   | ژان-پیر پاپن ‡       | ۲۸       | ۳۷         | 0.76      | ۱۹۸۹–۱۹۹۴ | المپیک مارسی آ.ث. میلان بایرن مونیخ                                       |
| ۳۱   | رایان گیگز           | ۲۸       | ۱۴۵        | 0.19      | ۱۹۹۳–۲۰۱۴ | منچستر یونایتد                                                            |
| ۳۳   | ریوالدو              | ۲۷       | ۷۳         | 0.37      | ۱۹۹۷–۲۰۰۷ | بارسلونا آ.ث. میلان المپیاکوس                                             |
| ۳۴   | ماریو گومز           | ۲۶       | ۴۴         | 0.59      | ۲۰۰۷–۲۰۱۳ | اشتوتگارت بایرن مونیخ                                                     |
| ۳۵   | ماریو جاردل          | ۲۵       | ۴۶         | 0.54      | ۱۹۹۶–۲۰۰۱ | پورتو گالاتاسرای                                                          |
| ۳۵   | رابین فن پرسی        | ۲۵       | ۵۹         | 0.42      | ۲۰۰۲–۲۰۱۴ | آرسنال منچستر یونایتد                                                     |
| ۳۵   | ارنان کرسپو          | ۲۵       | ۶۵         | 0.38      | ۱۹۹۷–۲۰۰۷ | پارما لاتزیو اینتر میلان چلسی آ.ث. میلان                                  |
| ۳۵   | جیووانی البر         | ۲۵       | ۶۹         | 0.36      | ۱۹۹۷–۲۰۰۴ | بایرن مونیخ المپیک لیون                                                   |
| ۳۹   | خوزه آلتافینی ‡      | ۲۴       | ۲۸         | 0.86      | ۱۹۵۹–۱۹۷۶ | آ.ث. میلان یوونتوس                                                        |
| ۳۹   | مارکو سیمونه ‡       | ۲۴       | ۴۶         | 0.52      | ۱۹۸۹–۲۰۰۱ | آ.ث. میلان پاری سن ژرمن موناکو                                            |
| ۳۹   | لوئیس فیگو           | ۲۴       | ۱۰۳        | 0.23      | ۱۹۹۷–۲۰۰۹ | بارسلونا رئال مادرید اینتر میلان                                          |
| ۳۹   | پل اسکولز            | ۲۴       | ۱۲۴        | 0.19      | ۱۹۹۴–۲۰۱۳ | منچستر یونایتد                                                            |
| ۴۳   | یاری لیتمانن         | ۲۳       | ۵۷         | 0.4       | ۱۹۹۳–۲۰۰۳ | آژاکس لیورپول                                                             |
| ۴۳   | فرانک لمپارد         | ۲۳       | ۱۰۵        | 0.22      | ۲۰۰۱–۲۰۱۵ | چلسی منچستر سیتی                                                          |
| ۴۵   | کارلوس سانتیانا ‡    | ۲۲       | ۴۶         | 0.48      | ۱۹۷۱–۱۹۸۸ | رئال مادرید                                                               |
| ۴۵   | ادین جکو             | ۲۲       | ۵۳         | 0.42      | ۲۰۰۹–     | وولفسبورگ منچستر سیتی آ.اس. رم                                            |
| ۴۵   | گونسالو ایگواین      | ۲۲       | ۷۵         | 0.29      | ۲۰۰۷–۲۰۲۱ | رئال مادرید ناپولی یوونتوس                                                |
| ۴۸   | خوزه تورس ‡          | ۲۱       | ۳۳         | 0.64      | ۱۹۵۹–۱۹۷۱ | بنفیکا                                                                    |
| ۴۸   | سرهی ربروف           | ۲۱       | ۴۳         | 0.49      | ۱۹۹۳–۲۰۰۷ | دینامو کیف                                                                |
| ۴۸   | لوئیز آدریانو        | ۲۱       | ۴۷         | 0.45      | ۲۰۰۸–     | شاختار دونتسک اسپارتاک مسکو                                               |
| ۴۸   | آنتوان گریزمن        | ۲۱       | ۵۲         | 0.4       | ۲۰۱۴–     | رئال سوسیداد اتلتیکو مادرید                                               |
| ۴۸   | آمانسیو آمارو ‡      | ۲۱       | ۵۲         | 0.4       | ۱۹۶۲–۱۹۷۶ | رئال مادرید                                                               |
| ۴۸   | ماریو مانجوکیچ       | ۲۱       | ۵۸         | 0.36      | ۲۰۱۲–۲۰۲۱ | بایرن مونیخ اتلتیکو مادرید یوونتوس                                        |
| ۴۸   | استیون جرارد         | ۲۱       | ۷۳         | 0.29      | ۲۰۰۱–۲۰۱۵ | لیورپول                                                                   |
| ۴۸   | کلودیو پیسارو        | ۲۱       | ۷۳         | 0.29      | ۲۰۰۱–۲۰۱۴ | بایرن مونیخ وردر برمن                                                     |

یادداشت‌ها
1. ↑  Ronaldo additionally scored one goal[۲۰] in four qualification matches.
2. ↑  Van Nistelrooy additionally scored four goals in eight qualification matches.
3. ↑  Henry additionally scored one goal in three qualification matches.
4. ↑  Shevchenko additionally scored 11 goals in 16 qualification matches.
5. ↑  Del Piero additionally scored two goals in three qualification matches.
6. ↑  Morientes additionally scored six goals in 11 qualification matches.
7. ↑  Robben additionally scored one goal in one qualification match.
8. ↑  Eto'o additionally scored three goals in four qualification matches.
9. ↑  Trezeguet additionally scored three goals in three qualification matches.
10. ↑  Rivaldo additionally scored four goals in five qualification matches.
11. ↑  Gómez additionally scored one goal in two qualification matches.
12. ↑  Jardel additionally scored three goals in two qualification matches.

## برترین گلزنان هر فصل
جدول زیر شامل گلزنی در دور مقدماتی برای صعود به مرحله گروهی نمی‌باشد.
| فصل       | بازیکن                   | باشگاه                       | تعداد گل |
| --------- | ------------------------ | ---------------------------- | -------- |
| ۵۶–۱۹۵۵   | میلوش میلوتینوویچ        | پارتیزان                     | ۸        |
| ۵۷–۱۹۵۶   | دنیس ویولت               | منچستر یونایتد               | ۹        |
| ۵۸–۱۹۵۷   | آلفردو دی استفانو        | رئال مادرید                  | ۱۰       |
| ۵۹–۱۹۵۸   | ژوست فونتن               | ریمس                         | ۱۰       |
| ۶۰–۱۹۵۹   | فرانس پوشکاش             | رئال مادرید                  | ۱۲       |
| ۶۱–۱۹۶۰   | خوزه آگواس               | بنفیکا                       | ۱۱       |
| ۶۲–۱۹۶۱   | هاینتس اشترل             | نورنبرگ                      | ۸        |
| ۶۳–۱۹۶۲   | خوزه آلتافینی            | آ.ث. میلان                   | ۱۴       |
| ۶۴–۱۹۶۳   | ولادیتسا کوواچویچ        | پارتیزان                     | ۷        |
| ۶۴–۱۹۶۳   | ساندرو مازولا            | اینتر میلان                  | ۷        |
| ۶۴–۱۹۶۳   | فرانس پوشکاش             | رئال مادرید                  | ۷        |
| ۶۵–۱۹۶۴   | اوزه‌بیو                  | بنفیکا                       | ۹        |
| ۶۵–۱۹۶۴   | ژوزه تورس                | بنفیکا                       | ۹        |
| ۶۶–۱۹۶۵   | فلوریان آلبرت            | فرنس‌واروش                    | ۷        |
| ۶۶–۱۹۶۵   | اوزه‌بیو                  | بنفیکا                       | ۷        |
| ۶۷–۱۹۶۶   | یورگن پیپنبورگ           | اف‌سی فرانکفورت               | ۶        |
| ۶۷–۱۹۶۶   | پل فن هیمست              | اندرلشت                      | ۶        |
| ۶۸–۱۹۶۷   | اوزه‌بیو                  | بنفیکا                       | ۶        |
| ۶۹–۱۹۶۸   | دنیس لا                  | منچستر یونایتد               | ۹        |
| ۷۰–۱۹۶۹   | میک جونز                 | لیدز یونایتد                 | ۸        |
| ۷۱–۱۹۷۰   | آنتونیس آنتونیادیس       | پاناتینایکوس                 | ۱۰       |
| ۷۲–۱۹۷۱   | یوهان کرایف              | آژاکس                        | ۵        |
| ۷۲–۱۹۷۱   | آنتال دونایی             | اویپشت                       | ۵        |
| ۷۲–۱۹۷۱   | لو مکاری                 | سلتیک                        | ۵        |
| ۷۲–۱۹۷۱   | سیلوستر تاکاچ            | استاندارد لیژ                | ۵        |
| ۷۳–۱۹۷۲   | گرد مولر                 | بایرن مونیخ                  | ۱۱       |
| ۷۴–۱۹۷۳   | گرد مولر                 | بایرن مونیخ                  | ۸        |
| ۷۵–۱۹۷۴   | گرد مولر                 | بایرن مونیخ                  | ۵        |
| ۷۵–۱۹۷۴   | ادوارد مارکاروف گرد مولر | آرارات ایروان گرد مولر       | ۵        |
| ۷۶–۱۹۷۵   | یوپ هاینکس               | بروسیا مونشن‌گلادباخ          | ۶        |
| ۷۷–۱۹۷۶   | گرد مولر                 | بایرن مونیخ                  | ۵        |
| ۷۷–۱۹۷۶   | فرانکو کوسینوتا          | زوریخ                        | ۵        |
| ۷۸–۱۹۷۷   | آلان سیمونسن             | بروسیا مونشن‌گلادباخ          | ۵        |
| ۷۹–۱۹۷۸   | Claudio Sulser           | گراس‌هاپر زوریخ               | ۱۱       |
| ۸۰–۱۹۷۹   | سورن لربی                | آژاکس                        | ۱۰       |
| ۸۱–۱۹۸۰   | تری مک‌درموت              | لیورپول                      | ۶        |
| ۸۱–۱۹۸۰   | گریم سونس                | لیورپول                      | ۶        |
| ۸۱–۱۹۸۰   | کارل-هاینتس رومنیگه      | بایرن مونیخ                  | ۶        |
| ۸۲–۱۹۸۱   | دیتر هوئنس               | بایرن مونیخ                  | ۷        |
| ۸۳–۱۹۸۲   | پائولو روسی              | یوونتوس                      | ۶        |
| ۸۴–۱۹۸۳   | Viktor Sokol             | دینامو مینسک                 | ۶        |
| ۸۵–۱۹۸۴   | توربیون نیلسون           | گوتبورگ                      | ۷        |
| ۸۵–۱۹۸۴   | میشل پلاتینی             | یوونتوس                      | ۷        |
| ۸۶–۱۹۸۵   | توربیون نیلسون           | گوتبورگ                      | ۶        |
| ۸۷–۱۹۸۶   | بوریسلاو کوتکوویچ        | ستاره سرخ بلگراد             | ۷        |
| ۸۸–۱۹۸۷   | گئورگی هاجی              | استوا بخارست                 | ۴        |
| ۸۸–۱۹۸۷   | ژان-مارک فراری           | بوردو                        | ۴        |
| ۸۸–۱۹۸۷   | رابح ماجر                | پورتو                        | ۴        |
| ۸۸–۱۹۸۷   | آلی مکویست               | رنجرز                        | ۴        |
| ۸۸–۱۹۸۷   | میچل (بازیکن فوتبال)     | رئال مادرید                  | ۴        |
| ۸۸–۱۹۸۷   | روی آگواس                | بنفیکا                       | ۴        |
| ۸۹–۱۹۸۸   | مارکو فان باستن          | آ.ث. میلان                   | ۱۰       |
| ۹۰–۱۹۸۹   | روماریو                  | پی‌اس‌وی آیندهوون              | ۶        |
| ۹۰–۱۹۸۹   | ژان-پیر پاپن             | المپیک مارسی                 | ۶        |
| ۹۱–۱۹۹۰   | پیتر پاکولت              | باشگاه فوتبال تیرول اینسبروک | ۶        |
| ۹۱–۱۹۹۰   | ژان-پیر پاپن             | المپیک مارسی                 | ۶        |
| ۹۲–۱۹۹۱   | سرگئی یوران              | بنفیکا                       | ۷        |
| ۹۲–۱۹۹۱   | ژان-پیر پاپن             | المپیک مارسی                 | ۷        |
| ۹۳–۱۹۹۲   | فرانک سوازی              | المپیک مارسی                 | ۵        |
| ۹۴–۱۹۹۳   | رونالد کومان             | بارسلونا                     | ۸        |
| ۹۵–۱۹۹۴   | ژرژ وه‌آ                  | پاری سن ژرمن                 | ۷        |
| ۹۶–۱۹۹۵   | یاری لیتمانن             | آژاکس                        | ۹        |
| ۹۷–۱۹۹۶   | میلینکو پانتیچ           | اتلتیکو مادرید               | ۵        |
| ۹۸–۱۹۹۷   | آلساندرو دل پیرو         | یوونتوس                      | ۱۰       |
| ۹۹–۱۹۹۸   | آندری شوچنکو             | دینامو کیف                   | ۸        |
| ۹۹–۱۹۹۸   | دوایت یورک               | منچستر یونایتد               | ۸        |
| ۲۰۰۰–۱۹۹۹ | ماریو جاردل              | پورتو                        | ۱۰       |
| ۲۰۰۰–۱۹۹۹ | ریوالدو                  | بارسلونا                     | ۱۰       |
| ۲۰۰۰–۱۹۹۹ | رائول                    | رئال مادرید                  | ۱۰       |
| ۰۱–۲۰۰۰   | رائول                    | رئال مادرید                  | ۷        |
| ۰۲–۲۰۰۱   | رود فن نیستلروی          | منچستر یونایتد               | ۱۰       |
| ۰۳–۲۰۰۲   | رود فن نیستلروی          | منچستر یونایتد               | ۱۲       |
| ۰۴–۲۰۰۳   | فرناندو مورینتس          | موناکو                       | ۹        |
| ۰۵–۲۰۰۴   | رود فن نیستلروی          | منچستر یونایتد               | ۸        |
| ۰۶–۲۰۰۵   | آندری شوچنکو             | آ.ث. میلان                   | ۹        |
| ۰۷–۲۰۰۶   | کاکا                     | آ.ث. میلان                   | ۱۰       |
| ۰۸–۲۰۰۷   | کریستیانو رونالدو        | منچستر یونایتد               | ۸        |
| ۰۹–۲۰۰۸   | لیونل مسی                | بارسلونا                     | ۹        |
| ۱۰–۲۰۰۹   | لیونل مسی                | بارسلونا                     | ۸        |
| ۱۱–۲۰۱۰   | لیونل مسی                | بارسلونا                     | ۱۲       |
| ۱۲–۲۰۱۱   | لیونل مسی                | بارسلونا                     | ۱۴       |
| ۱۳–۲۰۱۲   | کریستیانو رونالدو        | رئال مادرید                  | ۱۲       |
| ۱۴–۲۰۱۳   | کریستیانو رونالدو        | رئال مادرید                  | ۱۷       |
| ۱۵–۲۰۱۴   | نیمار                    | بارسلونا                     | ۱۰       |
| ۱۵–۲۰۱۴   | کریستیانو رونالدو        | رئال مادرید                  | ۱۰       |
| ۱۵–۲۰۱۴   | لیونل مسی                | بارسلونا                     | ۱۰       |
| ۱۶–۲۰۱۵   | کریستیانو رونالدو        | رئال مادرید                  | ۱۶       |
| ۱۷–۲۰۱۶   | کریستیانو رونالدو        | رئال مادرید                  | ۱۲       |
| ۱۸–۲۰۱۷   | کریستیانو رونالدو        | رئال مادرید                  | ۱۵       |
| ۱۹–۲۰۱۸   | لیونل مسی                | بارسلونا                     | ۱۲       |
| ۲۰–۲۰۱۹   | روبرت لواندوفسکی         | بایرن مونیخ                  | ۱۵       |
| ۲۱–۲۰۲۰   | ارلینگ هالند             | دورتموند                     | ۱۰       |
| ۲۲–۲۰۲۱   | کریم بنزما               | رئال مادرید                  | ۱۵       |
| ۲۳–۲۰۲۲   | ارلینگ هالند             | منچستر سیتی                  | ۱۲       |
| ۲۴–۲۰۲۳   | کیلیان امباپه            | پاری سن ژرمن                 | ۸        |
| ۲۴–۲۰۲۳   | هری کین                  | بایرن مونیخ                  | ۸        |
| ۲۵–۲۰۲۴   | رافینیا                  | بارسلونا                     | ۱۳       |
| ۲۵–۲۰۲۴   | سرو گیراسی               | دورتموند                     | ۱۳       |

### بر پایه بازیکن
| بازیکن            | عنوان‌ها | فصل‌ها                                                                              |
| ----------------- | ------- | ---------------------------------------------------------------------------------- |
| کریستیانو رونالدو | ۷       | ۰۸–۲۰۰۷, ۱۳–۲۰۱۲, ۱۴–۲۰۱۳, ۱۵–۲۰۱۴, ۱۶–۲۰۱۵, ۱۷–۲۰۱۶, ۱۸–۲۰۱۷                      |
| لیونل مسی         | ۶       | ۰۹–۲۰۰۸, ۱۰–۲۰۰۹, ۱۱–۲۰۱۰, ۱۲–۲۰۱۱, ۱۵–۲۰۱۴, ۱۹–۲۰۱۸                               |
| گرد مولر          | ۴       | ۷۳–۱۹۷۲, ۷۴–۱۹۷۳, ۷۵–۱۹۷۴, ۷۷–۱۹۷۶                                                 |
| اوزه بیو          | ۳       | ۶۵–۱۹۶۴, ۶۶–۱۹۶۵, ۶۸–۱۹۶۷                                                          |
| ژان-پیر پاپن      | ۳       | ۹۰–۱۹۸۹, ۹۱–۱۹۹۰, ۹۲–۱۹۹۱                                                          |
| رود فان نیستلروی  | ۳       | لیگ قهرمانان اروپا ۰۲–۲۰۰۱, لیگ قهرمانان اروپا ۰۳–۲۰۰۲, لیگ قهرمانان اروپا ۰۵–۲۰۰۴ |
| فرانس پوشکاش      | ۲       | ۶۰–۱۹۵۹, ۶۴–۱۹۶۳                                                                   |
| توربیون نیلسون    | ۲       | ۸۵–۱۹۸۴, جام باشگاه‌های اروپا ۸۶–۱۹۸۵                                               |
| رائول             | ۲       | لیگ قهرمانان اروپا ۲۰۰۰–۱۹۹۹, لیگ قهرمانان اروپا ۰۱–۲۰۰۰                           |
| آندری شوچنکو      | ۲       | لیگ قهرمانان اروپا ۹۹–۱۹۹۸, لیگ قهرمانان اروپا ۰۶–۲۰۰۵                             |
| ارلینگ هالند      | ۲       | ۲۱–۲۰۲۰، ۲۳–۲۰۲۲                                                                   |

### بر پایه کشور
| کشور                          | عنوان‌ها | فصل‌ها |
| ----------------------------- | ------- | --- |
| پرتغال                        | ۱۳      | ۶۱–۱۹۶۰, ۶۵–۱۹۶۴, ۶۵–۱۹۶۴, ۶۶–۱۹۶۵, ۶۸–۱۹۶۷, جام باشگاه‌های اروپا ۸۸–۱۹۸۷, ۰۸–۲۰۰۷, ۱۳–۲۰۱۲, ۱۴–۲۰۱۳, ۱۵–۲۰۱۴, ۱۶–۲۰۱۵, ۱۷–۲۰۱۶, ۱۸–۲۰۱۷ |
| فرانسه                        | ۹       | ۵۹–۱۹۵۸, ۸۵–۱۹۸۴, جام باشگاه‌های اروپا ۸۸–۱۹۸۷, ۹۰–۱۹۸۹, ۹۱–۱۹۹۰, ۹۲–۱۹۹۱, ۹۳–۱۹۹۲، ۲۲–۲۰۲۱، ۲۴–۲۰۲۳                                     |
| آلمان غربی                    | ۸       | ۶۲–۱۹۶۱, ۷۳–۱۹۷۲, ۷۴–۱۹۷۳, ۷۵–۱۹۷۴, ۷۶–۱۹۷۵, ۷۷–۱۹۷۶, ۸۱–۱۹۸۰, ۸۲–۱۹۸۱                                                                  |
| آرژانتین                      | ۷       | ۵۸–۱۹۵۷, ۰۹–۲۰۰۸, ۱۰–۲۰۰۹, ۱۱–۲۰۱۰, ۱۲–۲۰۱۱, ۱۵–۲۰۱۴, ۱۹–۲۰۱۸                                                                           |
| برزیل                         | ۶       | ۹۰–۱۹۸۹, لیگ قهرمانان اروپا ۲۰۰۰–۱۹۹۹, لیگ قهرمانان اروپا ۲۰۰۰–۱۹۹۹, ۰۷–۲۰۰۶, ۱۵–۲۰۱۴، ۲۵–۲۰۲۴                                          |
| یوگسلاوی                      | ۵       | ۵۶–۱۹۵۵, ۶۴–۱۹۶۳, ۷۲–۱۹۷۱, جام باشگاه‌های اروپا ۸۷–۱۹۸۶, ۹۷–۱۹۹۶                                                                         |
| ایتالیا                       | ۵       | ۶۳–۱۹۶۲, ۶۴–۱۹۶۳, ۷۷–۱۹۷۶, ۸۳–۱۹۸۲, لیگ قهرمانان اروپا ۹۸–۱۹۹۷                                                                          |
| هلند                          | ۵       | ۷۲–۱۹۷۱, جام باشگاه‌های اروپا ۸۹–۱۹۸۸, لیگ قهرمانان اروپا ۰۲–۲۰۰۱, لیگ قهرمانان اروپا ۰۳–۲۰۰۲, لیگ قهرمانان اروپا ۰۵–۲۰۰۴                |
| مجارستان                      | ۴       | ۶۰–۱۹۵۹, ۶۴–۱۹۶۳, ۶۶–۱۹۶۵, ۷۲–۱۹۷۱ |
| اسکاتلند                      | ۴       | ۶۹–۱۹۶۸, ۷۲–۱۹۷۱, ۸۱–۱۹۸۰, جام باشگاه‌های اروپا ۸۸–۱۹۸۷                                                                                  |
| انگلستان                      | ۴       | ۵۷–۱۹۵۶, ۷۰–۱۹۶۹, ۸۱–۱۹۸۰، ۲۴–۲۰۲۳ |
| اسپانیا                       | ۴       | جام باشگاه‌های اروپا ۸۸–۱۹۸۷, لیگ قهرمانان اروپا ۲۰۰۰–۱۹۹۹, لیگ قهرمانان اروپا ۰۱–۲۰۰۰, لیگ قهرمانان اروپا ۰۴–۲۰۰۳                       |
| اوکراین                       | ۳       | ۹۲–۱۹۹۱, لیگ قهرمانان اروپا ۹۹–۱۹۹۸, لیگ قهرمانان اروپا ۰۶–۲۰۰۵                                                                         |
| اتحاد جماهیر شوروی سوسیالیستی | ۲       | ۷۵–۱۹۷۴, ۸۴–۱۹۸۳ |
| دانمارک                       | ۲       | ۷۸–۱۹۷۷, ۸۰–۱۹۷۹ |
| سوئد                          | ۲       | ۸۵–۱۹۸۴, جام باشگاه‌های اروپا ۸۶–۱۹۸۵ |
| نروژ                          | ۲       | ۲۱–۲۰۲۰، ۲۳–۲۰۲۲ |

یادداشت‌ها
1. 1 2  Two Portuguese players were joint top scorers in this season.
2. 1 2  Two Brazilian players were joint top scorers in this season.